# 八一剧场 (乌鲁木齐)
八一剧场（维吾尔语：‎-1）位于中华人民共和国新疆维吾尔自治区乌鲁木齐市天山区光明路1号，始建于1953年，是乌鲁木齐市现存最早的剧场。2014年被列为新疆维吾尔自治区文物保护单位。

## 历史
八一剧场最初是为新疆军区辖属的京剧团及文工团和评剧团而设计的，该剧场是由新疆军区工程处独立设计和施工，在当时的新疆，设计和建设剧场尚属首次。1953年底，设计方案由新疆军区工程处设计科科长建筑师刘禾田拟制。由建筑师周曾祚、土木工程师杨敏等人完成建筑施工设计，盛志斌、梁延明等人完成图纸的绘制。建设八一剧场所使用的部分材料，像是高标号水泥、屋面铁皮、钢架均是由苏联进口，而是用的木材主要是乌鲁木齐南山或东北的红松木。建设者来自于中国大陆不同的地方，比如由东北调来的水暖工和电焊工，以及从湖南省来的泥瓦匠。1954年，八一剧场建成完工。
八一剧场建成后，新疆军区军人俱乐部设立于此。中国人民解放军新疆军区文艺团体将八一剧场作为固定的演出场所。八一剧场也曾作为艺术节、舞蹈节的举办场地，如中国新疆国际民族舞蹈节、中国·新疆国际少儿艺术节。除了演出等文艺活动，八一剧场也曾作为一些会议的场址且接待过中央军委领导。
2001年，八一剧场进行过维护，此次维护将剧场原使用的木制结构换成为钢制结构。并改善音响、灯光及观众厅吊顶。将原有的1080个座位，改为756个。并改进墙体、地面、灯柱等设施。其余则保持原有风格。2004年，八一剧场被列入乌鲁木齐市重点文物保护单位。2014年3月13日，八一剧场被列为自治区第七批新疆维吾尔自治区文物保护单位。

## 建筑特点
八一剧场为坐西向东而建，建筑面积5110平方米，主出口位于建筑物东侧，其他次出口分列建筑物其他三侧。八一剧场有3层的主楼，副楼为1层，外形类似于拖拉机。剧场正门有塔斯康式柱廊，柱廊前有超过8米的花岗岩地面，其下为五层台阶，亦为花岗岩。剧场拥有长方形的进厅，八根方柱立于进厅四周，剧场进厅顶部为井字梁楼盖。柱与梁向接之处有石膏花式。前厅有休息厅。八一剧场内舞台为镜框式舞台，台宽15米，进深略超23米，高24米，台口宽13余米。副台面积48平方米。拥有23道布景吊杆。舞台后有化妆室以及道具室等功能性房间，舞台前则有供乐队演奏的乐池。观众席为斜坡式。剧场二楼有电影放映室以及剧场办公室等设施。